# 1926년 전국체육대회
1926년 전국체육대회는 1926년 6월 17일부터 11월 20일까지 일제강점기 조선 경성부에서 개최된 전국체육대회이다. 1926년에 개최된 제7회 전조선야구대회, 제6회 전조선정구대회, 제7회 전조선축구대회를 1926년 전국체육대회의 일부로 인정하고 있다. 제6회 전조선정구대회가 1926년 6월 17일 경성운동장 정구장에서 개최되면서 1926년 전국체육대회가 시작되었다. 1926년 10월 21일에 제7회 전조선야구대회가 개최되면서 야구 종목이 진행되었고, 1926년 11월 18일에 제7회 전조선축구대회가 개최되며 축구 종목이 진행되었다. 이 대회의 주요 종목 경기가 경성운동장에서 개최되면서, 조선체육회가 주최하는 정규 행사 중 가장 처음으로 경성운동장에서 개최된 대회가 되었다.
당초 1926년 전국체육대회는 축구 종목이 5월에 개최될 예정이었으나, 대한제국 순종이 사망하여 국장을 치르게 되어 일정이 가을로 연기되어 진행되었다. 한편, 1926년 가을에 개최될 예정이었던 제3회 전조선육상경기대회는 조선체육회의 재정난으로 인해 개최되지 못해 육상 종목은 진행되지 않았다.

## 경기 종목

### 야구
야구 종목은 제7회 전조선야구대회로 진행되었다. 야구 종목은 1926년 10월 21일부터 10월 23까지 경성운동장에서 진행되었다. 소학부와 중학부 종목에는 각각 4개 선수단이 참가하였다. 소학부 종목 결승에서는 진남포공립보통학교가 수송공립보통학교를 상대로 4:2로 이기며 2연패를 달성했고, 중학부 종목 결승에서는 중앙고등보통학교가 경신학교를 상대로 4:1로 이기며 우승했다. 2개 선수단만 참가한 청년부 종목에서는 고려구락부가 서울구락부를 상대로 14:2로 이기고 우승했다. 한편 전문부 종목에서는 연희전문학교만이 참가하여 부전승으로 우승했다.

### 정구
정구 종목은 제6회 전조선정구대회로 진행되었다. 정구 종목은 1926년 6월 17일부터 6월 19일까지 경성운동장 정구장에서 진행되었다. 소학부에 5개 선수단, 중학부에 8개 선수단이 참가하였고, 전문부와 청년부 종목에서는 각각 3개 선수단이 참가하였다. 소학부 종목 결승에서는 선천공립보통학교가 조양공립보통학교를 상대로 3:0으로 이기며 우승을 차지하였고, 중학부 종목 결승에서는 송도고등보통학교가 광성고등보통학교를 3:0으로 이기며 3년 연속 우승을 달성했다. 전문부 종목에서는 법학전문학교가 보성전문학교를 상대로 3:0으로 이기며 대회 2연패를 달성하였고, 청년부 종목에서는 태양구락부가 금강구락부를 상대로 2:1로 이기며 3연패를 달성했다.

### 축구
축구 종목은 제7회 전조선축구대회로 진행되었다. 축구 종목은 1926년 11월 18일부터 11월 20일까지 배재고등보통학교 운동장에서 진행되었다. 소학부 종목에서는 8개 선수단, 중학부 종목에서는 7개 선수단, 전문부 종목에서는 5개 선수단, 청년부 종목에서는 6개 선수단이 참가하며, 1926년 전국체육대회 중 가장 많은 선수단이 참가한 종목이 되었다. 소학부 종목 결승에서는 숭덕학교가 안양공립보통학교를 1:0으로 이기며 2연패를 달성하였고, 중학부 종목 결승에서는 배재고등보통학교가 경신학교를 상대로 5:2로 이기며 4연패를 달성했다. 전문부 종목 결승에서는 연희전문학교가 숭실전문학교를 상대로 2:0으로 이기며 우승을 하였고, 청년부 종목에서는 평양 무오단이 조선 축구단을 상대로 3:1로 이기며 우승했다.

## 참고 문헌
- 대한체육회 (1990). 《대한체육회 70년사》.
- 대한체육회 (2011). 《대한체육회 90년사》.